# 巴頓 (新墨西哥州)
巴頓（英語：Barton）是位於美國新墨西哥州伯納利歐縣及聖菲縣的普查規定居民點。

## 人口
根據2020年美國人口普查的數據，巴頓的面積為23.72平方千米，皆為陸地。當地共有人口1282人，而人口密度為每平方千米54.05人。